# Vincenzo Ciccolo Rinaldi
Vincenzo Ciccolo Rinaldi (Messina, 8 maggio 1801 – Trapani, 8 luglio 1874) è stato un vescovo cattolico italiano.

## Biografia
È stato ordinato presbitero il 20 dicembre 1823.
Il 27 giugno 1853 papa Pio IX lo ha nominato vescovo di Trapani; ha ricevuto l'ordinazione episcopale il successivo 3 luglio dal cardinale Antonio Maria Cagiano de Azevedo, prefetto della Congregazione del Concilio, coconsacranti Stefano Scerra, arcivescovo titolare di Ancira, e Ferdinando Girardi, vescovo di Sessa Aurunca.
Ha preso possesso canonico della diocesi il 23 ottobre 1853.
È morto a Trapani l'8 luglio 1874.

## Genealogia episcopale
La genealogia episcopale è:
- Cardinale Scipione Rebiba
- Cardinale Giulio Antonio Santori
- Cardinale Girolamo Bernerio, O.P.
- Arcivescovo Galeazzo Sanvitale
- Cardinale Ludovico Ludovisi
- Cardinale Luigi Caetani
- Cardinale Ulderico Carpegna
- Cardinale Paluzzo Paluzzi Altieri degli Albertoni
- Papa Benedetto XIII
- Papa Benedetto XIV
- Papa Clemente XIII
- Cardinale Giovanni Carlo Boschi
- Cardinale Bartolomeo Pacca
- Papa Gregorio XVI
- Cardinale Antonio Maria Cagiano de Azevedo
- Vescovo Vincenzo Ciccolo Rinaldi